# Мороз, Анатолий Трофимович
Анатолий Трофимович Моро́з (30 января 1928 — 11 августа 2017) — советский и украинский писатель, прозаик, редактор, публицист.

## Биография
Родился 30 января 1928 года на хуторе Натягайловка вблизи села Запселье (ныне Кременчугский район, Полтавская область, Украина). В 1952 году окончил КГУ имени Т. Г. Шевченко. Работал в 1952—1954 годах заведующим отделом критики газеты «Литературная Украина», в 1955—1961 годах главным редактором, в 1964—1971 годах директором издательства «Советский писатель».
В 1979—1986 годах был секретарем правления СПУ.

## Произведения
- «О народности в литературе», 1958,
- сборник рассказов «Лида» (1968),
- повести
- «25 страниц одной любви» (1960),
- «Трое и одна» (1963)
- «Длинная-длинная минута…» (1974),
- «Лёгкое задание» (1976);
- романы
- «Чужая возлюбленная» (1966),
- «Киоскерша на перекрёстке» (1971),
- «Четверо в пути» (1980),
- «Товарищи. Лёгкое задание» (1981),
- «Ваш поезд в девять» (1985, 1988),
- «Ожидаемой жду» (1990),
- сборник «Произведения» (1987)

## Награды и премии
- Государственная премия УССР имени Т. Г. Шевченко (1982) — за роман «Четверо в пути»

## Ссылка
- Роман «Чужая возлюбленная»